# Paul Zindel
Œuvres principales
- L'Effet des rayons gamma sur les vieux-garçons (1964)
- John et Laura (1968)

Paul Zindel, né le 15 mai 1936 dans l'arrondissement new-yorkais de Staten Island et mort le 27 mars 2003) à New York, est un dramaturge, écrivain et scénariste américain, auteur de plusieurs romans de littérature d'enfance et de jeunesse.

## Biographie
Après une maîtrise de chimie, il devient professeur de chimie dans un lycée de Staten Island. Intéressé par le théâtre, il écrit des pièces qu'il fait jouer à New York avec succès.
Écrite en 1964 et montée au Alley Theatre de Houston, mais n'ayant été produite Off-Broadway qu'en 1971, sa pièce L'Effet des rayons gamma sur les vieux-garçons (The Effect of Gamma Rays on Man-In-The-Moon Marigolds) reçoit le prix Pulitzer. Enthousiasmée par cette pièce qu'elle a vue à Houston, une éditrice de littérature d'enfance et de jeunesse propose à Zindel d'écrire un roman pour adolescents. Ce sera John et Laura (The Pigman), paru en 1968.
Il meurt le 27 mars 2003 d'un cancer du poumon au Beth Israel Medical Center de Manhattan.

## Œuvre

### Théâtre
- The Effect of Gamma Rays on Man-in-the-Moon Marigolds, 1964 Publié en français sous le titre L'Effet des rayons gamma sur les vieux-garçons, traduit par Michel Tremblay, Ottawa, Leméac, 1970
- And Miss Reardon Drinks A Little, 1967 Publié en français sous le titre Et mademoiselle Roberge boit un peu ..., traduit par Michel Tremblay, Ottawa, Leméac, 1971
- Let Me Hear You Whisper, 1969
- The Secret Affairs of Mildred Wild, 1972
- The Ladies Should Be in Bed, 1973
- Ladies at the Alamo, 1977
- Amulets Against the Dragon Forces, 1989
- Every 17 Minutes the Crowd Goes Crazy, 2000

### Romans pour la jeunesse

#### SérieThe Zone Unknown
- Loch, 1994
- The Doom Stone, 1995
- Raptor, 1998
- Rats, 1999
- Reef of Death, 1998
- Night of the Bat, 2001
- The Gadget, 2001

#### SérieP.C. Hawke Mysteries
- Harry and Hortense at Hormone High, 1985 Publié en français sous le titre Signé Icare,  ill. par Edmond Baudoin, Paris, Hachette jeunesse, 1992  (ISBN 2-01-019523-X)
- The Scream Museum, 2001
- The Surfing Corpse, 2001
- The E-Mail Murders, 2001
- The Lethal Gorilla, 2001
- The Square Root of Murder, 2002
- Death on the Amazon, 2002
- The Gourmet Zombie, 2002
- The Phantom of 86th Street, 2002

#### SérieThe Wacky Facts Lunch Bunch
- Attack of the Killer Fishsticks, 1993
- Fifth Grade Safari, 1992
- Fright Party, 1993
- One Hundred Percent Laugh Riot, 1994

#### SérieThe Pigman Trilogy
- The Pigman, 1968 Publié en français sous le titre John et Laura, Paris, Hachette, 1974  (ISBN 2-01-000578-3)
- The Pigman's Legacy, 1981
- The Pigman & Me, 1992 Publié en français sous le titre Nonno Frankie et moi, Paris, Hachette jeunesse, 1994  (ISBN 2-01-021229-0)

#### Autres romans pour la jeunesse
- My Darling, My Hamburger, 1969
- I Never Loved Your Mind, 1970 Publié en français sous le titre Les Atomes crochus, Paris, Hachette, 1979  (ISBN 2-01-005962-X)
- I Love My Mother, 1975
- Pardon Me, You're Stepping on My Eyeball!, 1976
- Confessions of a Teenage Baboon, 1977
- The Undertaker's Gone Bananas, 1978
- A Star for the Latecomer (en collaboration avec Bonnie Zindel), 1980
- The Girl Who Wanted a Boy, 1981
- To Take a Dare (en collaboration avec Crescent Dragonwagon), 1982
- The Amazing and Death-Defying Diary of Eugene Dingman, 1987
- A Begonia for Miss Applebaum, 1989
- David & Della, 1993
- The Houdini Whodunit, 2002
- Death by CD, 2003
- The Petrified Parrot, 2003
- Camp Megadeath, 2003

### Nouvelles
- Love & Centipedes, 1999
- Rachel’s Vampire, 2001

## Filmographie

### Comme scénariste
- 1972 : Up the Sandbox (en), film américain réalisé par irvin Kershner
- 1974 : Mame, film américain réalisé par Gene Saks
- 1984 : Maria's Lovers, film américain réalisé par Andreï Kontchalovski
- 1985 : Runaway Train, film américain réalisé par Andreï Kontchalovski
- 1986 : Lisa au pays des jouets (Babes in Toyland), film américain réalisé par Clive Donner

### Adaptation d'une de ses œuvres
- 1972 : De l'influence des rayons gamma sur le comportement des marguerites (The Effect of Gamma Rays on Man-in-the-Moon Marigolds), film américain réalisé par Paul Newman

## Récompenses
- 1971 : Prix Pulitzer pour The Effect of Gamma Rays on Man-in-the-Moon Marigolds
- 2002 : Margaret Edwards Award pour l'ensemble de son œuvre pour la jeunesse